# Fabrique Impériale de Cartes
Les bâtiments de la Fabrique Impériale de Cartes constituent un complexe architectural en briques situé à Saint-Pétersbourg. Dans les années 2020, un seul bâtiment était sous protection en tant que monument architectural.

## Histoire
L'usine a été fondée en 1817 en tant que monopole de la production de cartes à jouer dans le cadre de la manufacture Aleksandrovskaya ; en fait, la production a commencé le 1er janvier 1820, après la formation des ouvriers et l'installation des équipements. En 1860, la Fabrique de Cartes reste la seule partie opérationnelle de la manufacture qui ne fait pas faillite.
Pour la production, les locaux existants ont d'abord été utilisés, puis les bâtiments en bois du Conseil des Gardiens ont été construits pour l'usine. En 1867, selon les plans de Heinrich Stegemann un bâtiment de production principal de trois étages en brique et une forge avec cheminée sont construits. La façade avant du bâtiment principal avec trois saillies et une petite tourelle au centre fait face à la Neva. Vers 1869, une extension en pierre d'un étage est réalisée au bâtiment pour un entrepôt de papier ; en 1909, cette extension est démontée, mais d'autres extensions sont réalisées aux extrémités des ailes latérales et les dépendances sont reconstruites.

## Protections

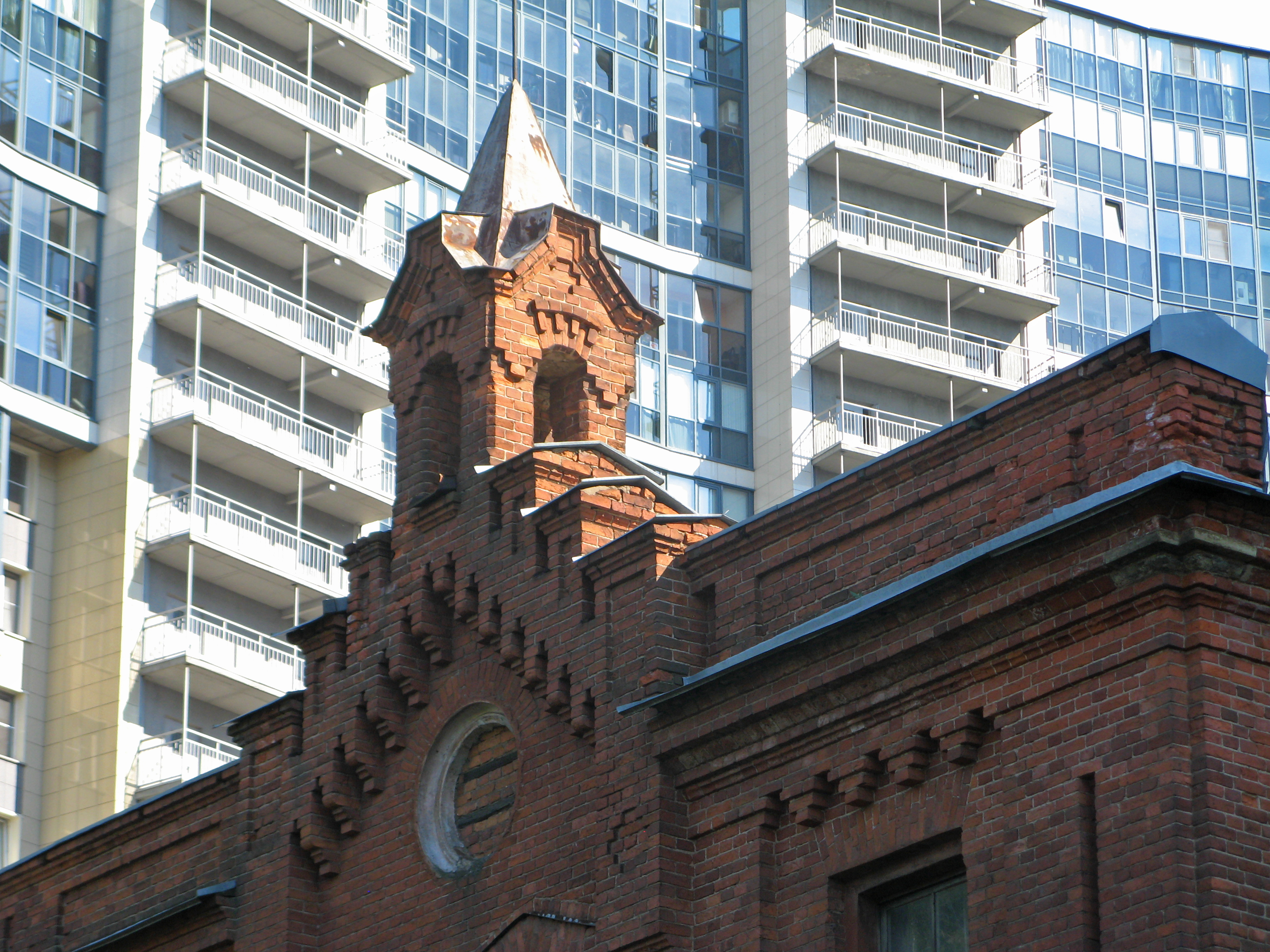
Tourelle de la partie centrale

L'atelier de réparation mécanique, le bâtiment administratif et le bâtiment principal de production ont été protégés en tant que monuments architecturaux jusqu'en 2006, date à laquelle deux d'entre eux ont été déprotégés sur la base d'une expertise historique et culturelle. Six bâtiments d'usine, un bâtiment administratif et un atelier de réparation mécanique ont été démolis en 2007 et un immeuble résidentiel a été construit à leur place. Le bâtiment protégé est resté abandonné jusqu'en 2023, date à laquelle il a commencé à être transformé en bureaux.